# FC Nistru Otaci
Maillots
Le FC Nistru Otaci est un club moldave de football basé à Otaci.

## Historique
- 1953 : fondation du club sous le nom de Nistru Otaci
- 1999 : fusion avec le Unisport Chișinău en FC Nistru-Unisport Otaci
- 2000 : révocation de la fusion, le club est renommé FC Nistru Otaci
- 2001 : 1re participation à une Coupe d'Europe (C3) (saison 2001/02)

## Palmarès
- Coupe de Moldavie de football
  - Vainqueur : 2005
  - Finaliste : 1994, 1997, 2001, 2002, 2003, 2006, 2007

- Supercoupe de Moldavie
  - Finaliste : 2005